# Марија Конопничка
Марија Конопничка (девојачко Василовска; 23. мај 1842 − 8. октобар 1910) била је пољска песникиња, романописац, дечји писац, преводилац, новинар, критичар и активиста за женска права и пољску независност. Користила је псеудониме, укључујући Јан Сава. Била је један од најважнијих песника пољског позитивистичког периода.

## Живот
Конопничка је рођена у Сувалки 23. маја 1842. године. Њен отац, Јозеф Василовски, био је адвокат. Била је школована у кући и провела је годину дана (1855–56) у самостанском пансиону сестара еухаристијских поклоница у Варшави (Zespół klasztorny sakramentek w Warszawie).
Као писац дебитовала је 1870. песмом „W zimowy poranek“ („Зимско јутро“). Популарност је стекла након објављивања песме „W górach“ („У планинама“) 1876. године, коју је похвалио будући нобеловац Хенрик Сјенкијевич. 1862. године удала се за Јарослава Конопничког. Имали су шесторо деце. Брак није био срећан јер њен супруг није одобравао њену списатељску каријеру. У писму пријатељу описала је себе као „без породице“ и као „птица затворена у кавезу“. На крају је 1878. године, у незваничном раздвајању, напустила мужа и преселила се у Варшаву да се бави писањем. Са собом је повела и своју децу. Често је путовала по Европи; њено прво велико путовање било је у Италију 1883. Године 1890–1903. провела је живећи у иностранству у Европи.
Њен живот је описан као „турбулентан“, укључујући ванбрачне романсе, смрти и менталне болести у породици. Била је пријатељица пољске песникиње позитивистичког периода, Елизе Ожешкова, и сликарке и активисткиње Марије Дулебианке (са којом је живела у могуће романтичној вези). Претпоставља се да је била бисексуална или лезбијка (посебно у вези са Дулебианком), мада то није потпуно истражено, а то питање се обично не помиње у биографијама Конопничке.
Поред тога што је била активна писац, била је и друштвена активисткиња, која је организовала и учествовала у протестима против репресије над етничким (пре свега пољским) и верским мањинама у Пруској. Такође је била укључена у борбу за женска права.
Њено књижевно стваралаштво 1880-их стекло је широко признање у Пољској. 1884. године почела је да пише књижевност за децу, а 1888. године дебитовала је као прозни писац за одрасле са Cztery nowele (Четири приповетке). Због растуће популарности њених радова, 1902. године један број пољских активиста одлучио је да је награди куповином властелинске куће. Купљена је средствима која су прикупиле бројне организације и активисти. Како Пољска у то време није била независна земља, а како су њени радови били политички неприкладни за пруске и руске власти, изабрано је место у толерантнијем аустријском делу пре-поделе Пољске. 1903. године добила је властелинство у Жарновјецу, где је стигла 8. септембра. Тамо је проводила углавном пролећа и лета, али би и даље путовала по Европи у јесен и зиму.
Умрла је у Лавову (данас Украјина) 8. октобра 1910. године. Сахрањена је тамо на Личаковском гробљу.

## Рад
Конопничка је писала прозу (пре свега кратке приче), као и песме. Један од њених најкарактеристичнијих стилова биле су песме стилизоване као народне песме. Окушала се у многим жанровима књижевности, попут репортажних скица, наративних мемоара, психолошких студија портрета и других.
Заједничка тема њених дела била је угњетавање и сиромаштво сељаштва, радника и пољских Јевреја. Њена дела су такође била изузетно патриотска и националистичка. Због симпатије према јеврејском народу описана је као филосемит.
Једно од њених најпознатијих дела је дуга епика у шест песама, Мистер Балцер у Бразилу (Pan Balcer w Brazylii, 1910), о пољским емигрантима у Бразилу. Друга је била Рота (Заклетва, 1908), коју је углазбио Феликс Нововијски, и која је постала две године каснијене незванична химна Пољске, посебно на територијама пруског дела. Ова патриотска песма била је снажно критична према германизацијској политици и стога је описана као антинемачка.
Њено најпознатије књижевно дело за децу је из 1896, O krasonoludkach i sierotce Marysi (Мала сиротица Марија и патуљци). Дела њене књижевности за децу била су добро прихваћена у поређењу са многим другим делима тог периода.
Марија Конопничка је такође компоновала песму о погубљењу ирског патриоте Роберта Емета. Британске власти су Емета погубиле у Даблину 1803. године, али је Конопничка објавила своју песму на ту тему 1908.
Била је и преводилац. Њена преведена дела укључују Фаталита и Темпесте Аде Негри, објављене у Пољској 1901.

## Споменице
- Године 1922. је Специјална школа за образовање Марија Конопничка основана у месту Пабјанице.
- Кућа Кононпничке у Жарновјецу преуређена је у музеј, отворен 1957. године, Музеј Марије Конопничке у Жарновјецу (Muzeum Marii Konopnickiej w Żarnowcu).[11][20] Други музеј, Музеј Марије Конопничке у Сувалки, отворен је 1973.[29]
- Одређени број школа и других институција, укључујући неколико улица и тргова, носе њено име у Пољској. По њој је назван и брод пољске трговачке морнарице МС Мариа Конопничка. Подигнуто јој је неколико плоча и споменика. Један од најновијих је њен споменик изграђен у Сувалки 2010.[30] По њој је 1994. године назван кратер на Венери[31]
- У Варшави је 2010. године, на стогодишњицу њене смрти, створена Међународна награда Марије Конопничке као признање за органски рад (praca organiczna).

- Одабрани споменици и спомен обележја посвећена Марији Конопницкој:
- Споменик Марији Конопничкој у Вржеснији
- Кип у Сувалки
- Спомен-камен на месту некадашњег дома Конопничке у Варшави
- Статуа у варшавском Саксонском врту
- Кип у Бидгошчу
- Кип у Калишу
- Кип у Гдањску

## Одабрани радови

### Поезија
- Linie i dźwięki (Линије и звукови, 1897)
- Śpiewnik historyczny (Историјска музичка књига, 1904)
- Głosy ciszy (Звуци тишине, 1906)
- Z liryk i obrazków (Текст и слике, 1909)
- Pan Balcer w Brazylii (Господин Балцер у Бразилу, 1910)

### Проза
- Cztery nowele (Четири приповетке, 1888)
- Moi znajomi (Људи које знам, 1890)
- Na drodze (На путу, 1893)
- Ludzie i rzeczy (Људи и ствари, 1898)
- Мендел Гдански

### Дечје
- Śpiewnik dla dzieci (Песмарица за децу).
- O Janku Wędrowniczku (О Јанку луталици).
- O krasnoludkach i sierotce Marysi (О патуљцима и малој сироти Марији).
- Na jagody (Брање боровница).

### Песме
- Рота (Заклетва, 1908)
- Stefek Burczymucha
- Wolny najmita (Слободни радник).